# Badenweiler
Badenweiler è un comune tedesco di 3 926 abitanti, situato nel land del Baden-Württemberg.
Dista 28 chilometri su strada e ferrovia da Basilea, 10 chilometri dal confine francese e 20 chilometri da Mulhouse. La grande città più vicina sul lato tedesco del confine è Friburgo, a circa 30 chilometri di distanza. Badenweiler si trova al margine occidentale della Foresta Nera. La sua chiesa parrocchiale è stata costruita nel 1897 ai piedi di un castello dell'XI secolo, appartenuto ai margravi di Baden e distrutto dai francesi durante le guerre di Luigi XV.
Molti visitatori vengono a Badenweiler per le calde  acque termali, con temperature di 21 °C (70 °F), altri per la cura del siero di latte e altri ancora per il clima mite e i dintorni pittoreschi. Vi è un Kurhaus e un parco di 15 acri (61.000 m²) contenente un arboreto storico (lo Staatliche Baderverwaltung Badenweiler), oltre a un castello granducale. Nel 1784 sono state scoperte le terme romane ben conservate.

## Le terme romane e la chiesa di San Paolo
Il sito dove sorge l'attuale chiesa protestante di San Paolo è un luogo storico che era un luogo di culto già in epoca romana. I Romani costruirono qui, nell'anno 145, un grande tempio a podio di cui rimane ben poco. Il tempio sorgeva su una "struttura a palafitta". I costruttori del tempio infilarono pali di quercia appuntiti nel terreno argilloso per assicurare il terreno a questa pesante costruzione. Il tempio era gallo-romano con una facciata principale classico-italica posta su un podio monumentale. Sulle rovine del tempio romano fu costruita una chiesa cristiana nel XII secolo. La chiesa era in cattivo stato quando fu demolita nel 1892 e ricostruita come edificio neoromanico tra il 1893 e il 1898. Nel corso degli scavi furono scoperti muri romani e frammenti murari di edifici ecclesiastici precedenti, che furono inclusi nella costruzione della nuova chiesa.
Nel campanile della chiesa precedente furono scoperti sei affreschi del XIV secolo che ora si trovano nel coro della chiesa attuale. Essi mostrano la cosiddetta "Danza dei Morti", in cui vivi e morti si incontrano. Tre scheletri recano l'iscrizione: "Noi eravamo ciò che voi siete, ciò che noi siamo voi sarete". Questa frase è rivolta a tre vivi (un bambino, un uomo di mezza età e un vecchio) i cui abiti corrispondono alla moda dei ricchi del XIV secolo.

## Galleria d'immagini

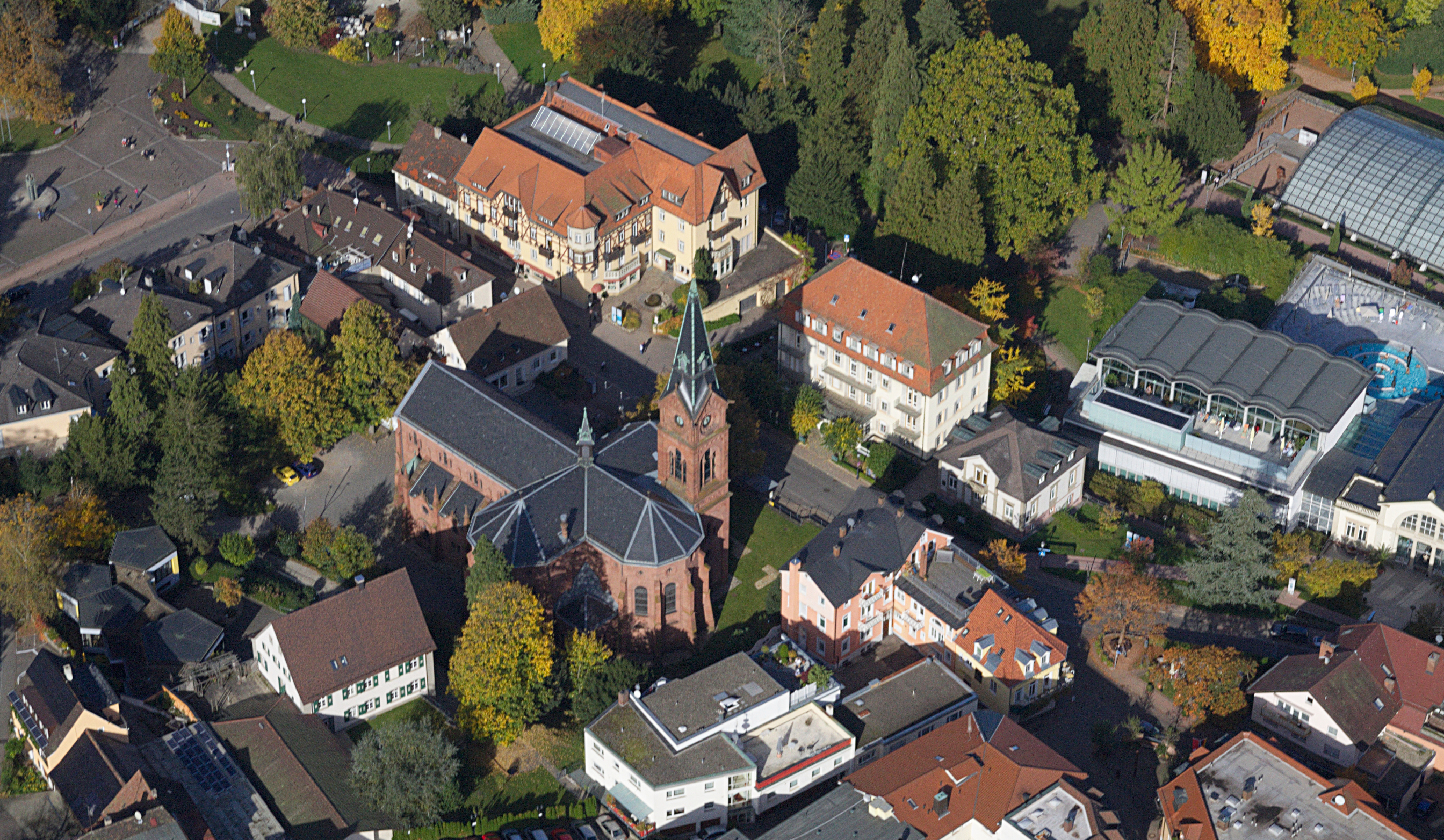
Centro con la chiesa protestante nello stesso luogo del tempio romano
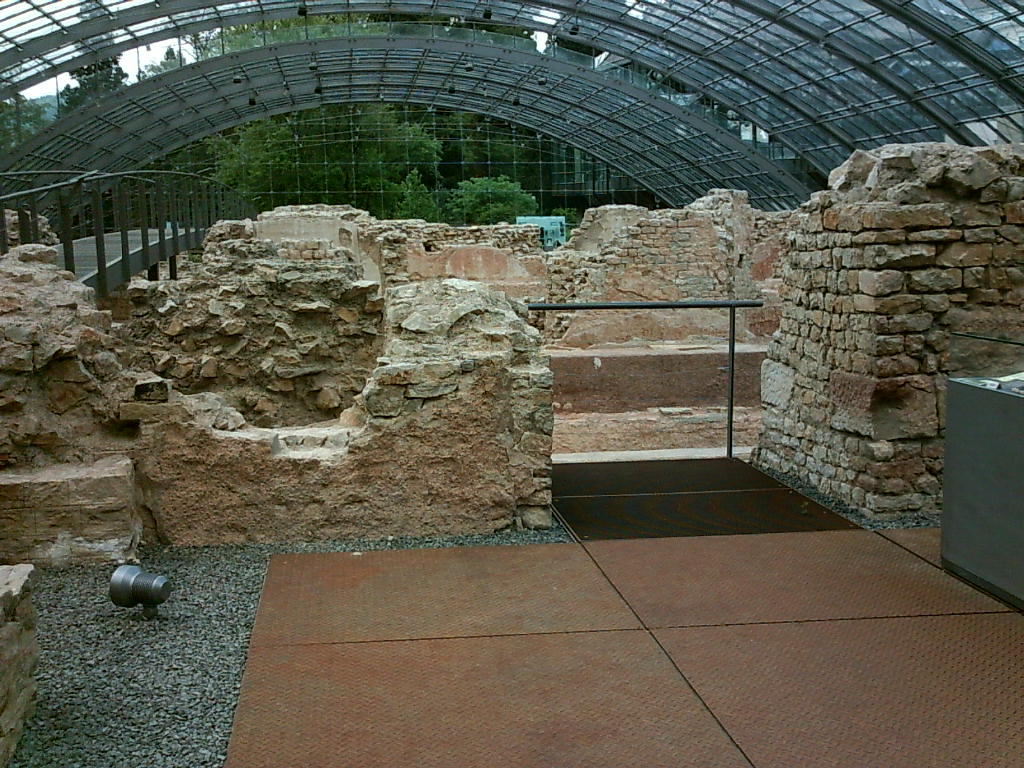
Terme romane
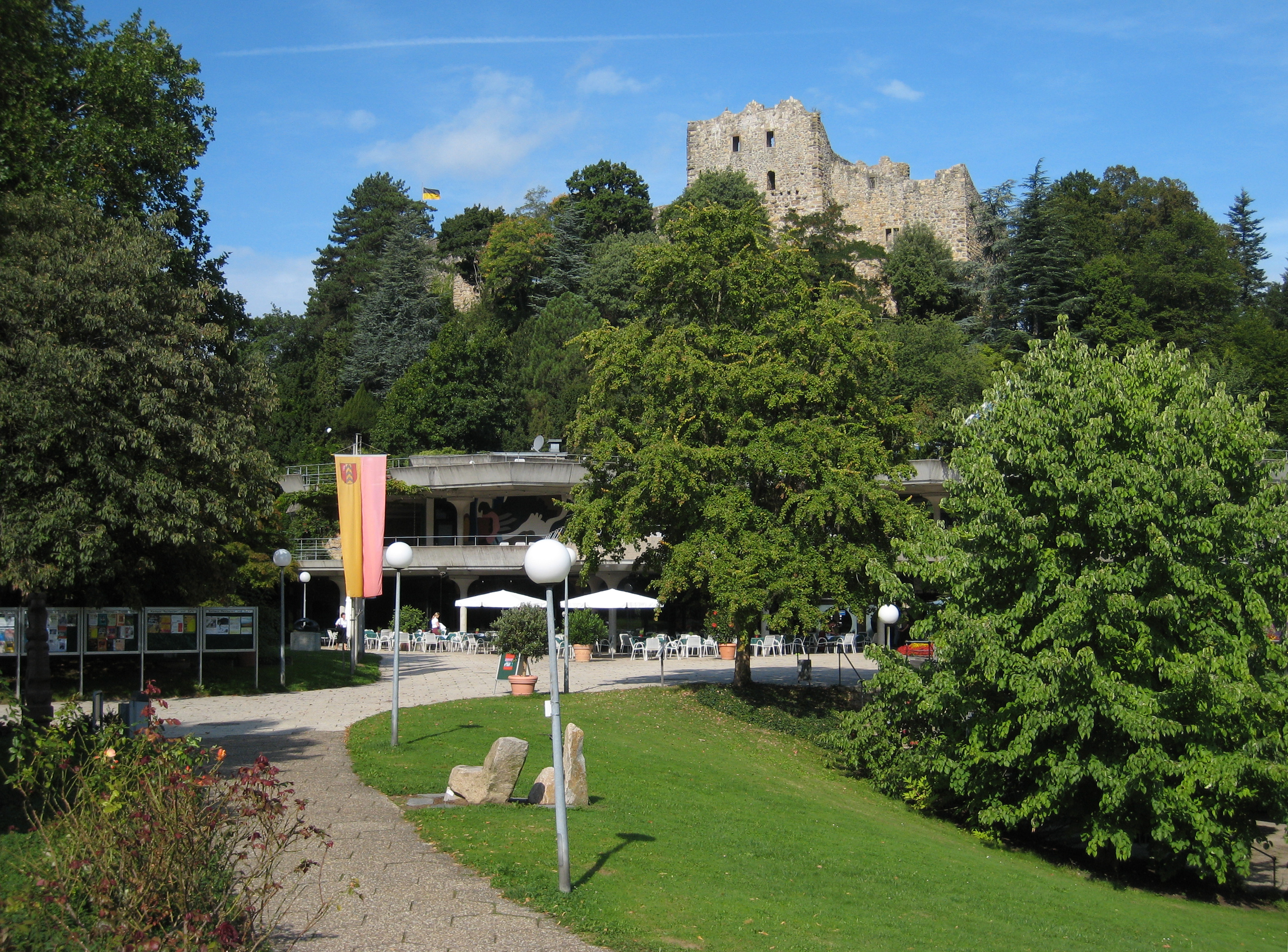
Parco termale con casinó e castello
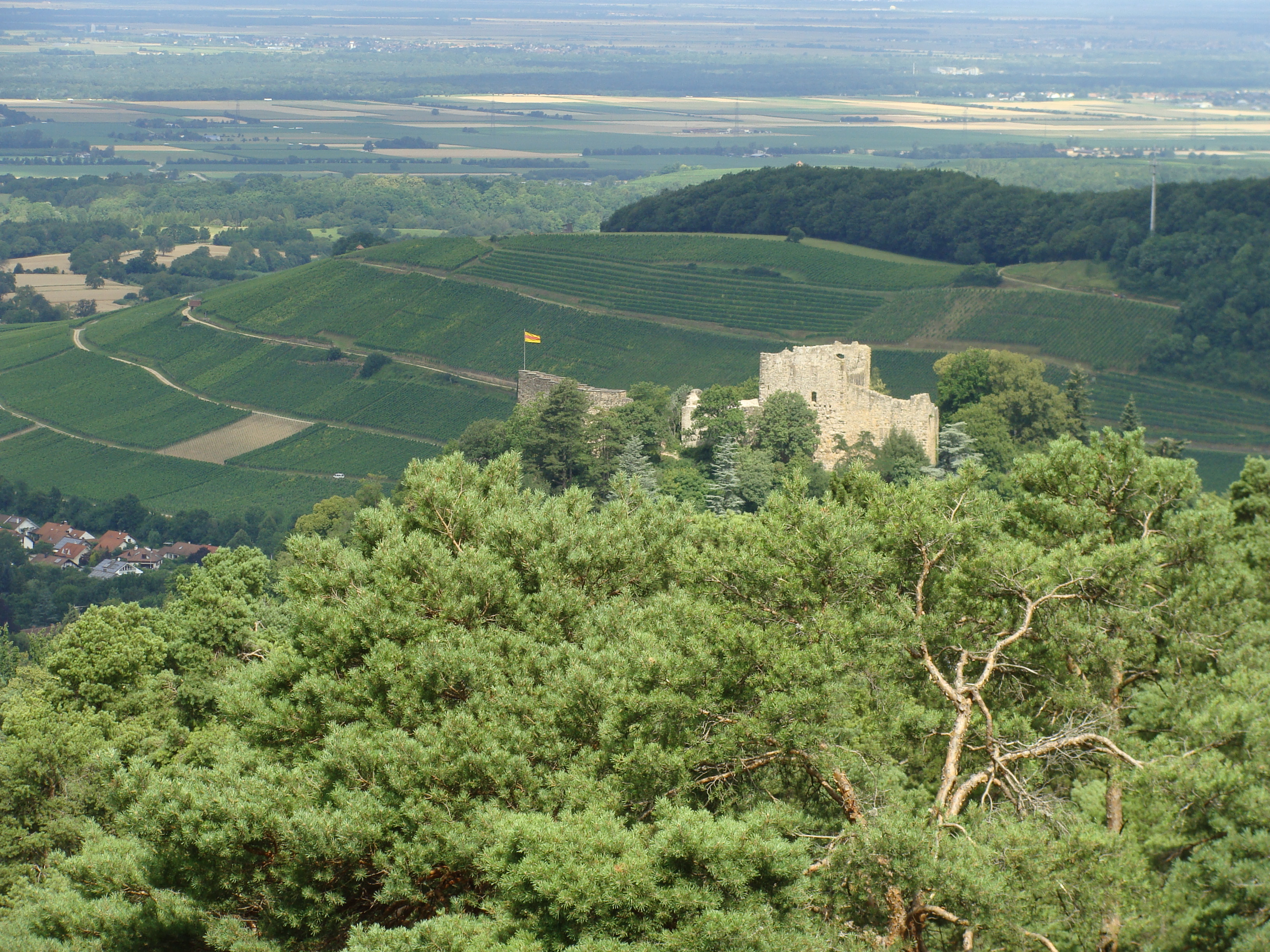
Castello Baden e vigneti